# Meteoblue
meteoblue es un servicio meteorológico creado en la Universidad de Basilea, Suiza, en cooperación con la Administración Nacional Oceánica y Atmosférica de los Estados Unidos y los Centros Nacionales de Predicción Ambiental. En 2006, meteoblue se fundó como una empresa spin-off con el fin de servir a los clientes, especialmente en el área de la agricultura, así como la energía solar y eólica.
El impulso para la creación de este servicio se produjo con el desastre químico Sandoz cerca de Basilea en 1986. Durante el incendio, los servicios de salud y seguridad trataron de obtener información relativa a la dirección del viento para proteger a la población de gases venenosos y nocivos. Después de recibir información contradictoria de los servicios meteorológicos suizos, franceses y alemanes (Basilea se encuentra en el tripoint de estos tres países), investigadores de la universidad local formaron el Instituto de Meteorología, Climatología y Teledetección con la intención de modelar la situación meteorológica local con mayor precisión. Dado que este servicio meteorológico aún no tenía su propio centro de datos dedicado, las predicciones meteorológicas ofrecidas a través del sitio web de la universidad no estaban disponibles en todo momento, pero el servicio pronto se convirtió en una fuente de información preferida para alpinistas, parapentes, astrónomos y agricultores.
Después de la transición a una compañía meteorológica privada, meteoblue era el primer servicio meteorológico del mundo para ofrecer la predicción del tiempo en una sinopsis gráfica para cualquier lugar arbitrariamente elegido en la tierra. Además, predice el clima para varios continentes en escalas que no son familiares de otros servicios meteorológicos, p. Europa utilizando una cuadrícula de 3 km, abarcando una zona que contiene Bielorrusia, Grecia, Portugal e Irlanda, o el África subsahariana con una cuadrícula de 10 km. Ambos modelos de mesoescala no hidrostática (NMM, desarrollado por NOAA) y el Sistema de Modelación de Medio Ambiente de la NOAA (NEMS) se utilizan para predecir el tiempo. El servicio meteorológico aún está disponible públicamente, con el apoyo de anuncios, en su sitio web, y el instituto de investigación meteorológica de la universidad sigue vinculado a las predicciones meteorológicas de meteoblue.
- Datos: Q25047525